# Fuveau
Fuveau è un comune francese di 9 245 abitanti situato nel dipartimento delle Bocche del Rodano della regione della Provenza-Alpi-Costa Azzurra. Dal 2002 è gemellato con la cittadina siciliana di Santa Teresa di Riva, comune italiano della città metropolitana di Messina, in Sicilia.
A Fuveau hanno vissuto ospiti illustri, tra cui la pittrice Maggie Siner negli anni 1970.

## Società

### Evoluzione demografica
Abitanti censiti

## Amministrazione

### Gemellaggi
- Santa Teresa di Riva, dal 2002